# RTL Lëtzebuerg
RTL Lëtzebuerg (CLT-UFA S.A.) è un'azienda privata radiotelevisiva lussemburghese parte del gruppo RTL che gestisce le attività del gruppo in Lussemburgo ed in particolare l'emittente radiofonica RTL Radio Lëtzebuerg e le emittenti televisive RTL Télé Lëtzebuerg e RTL Zwee.
È membro dell'Unione europea di radiodiffusione (UER).

## Storia
Le origini di RTL Lëtzebuerg risalgono alla creazione della CLT-UFA nel 1997 mediante la fusione tra Compagnie Luxembourgeoise de Télédiffusion (CLT) e UFA Film und Fernseh (parte del gruppo UFA). CLT-UFA fu poi fuso con la britannica Pearson Television, risultando nella nascita del gruppo RTL.

## Loghi

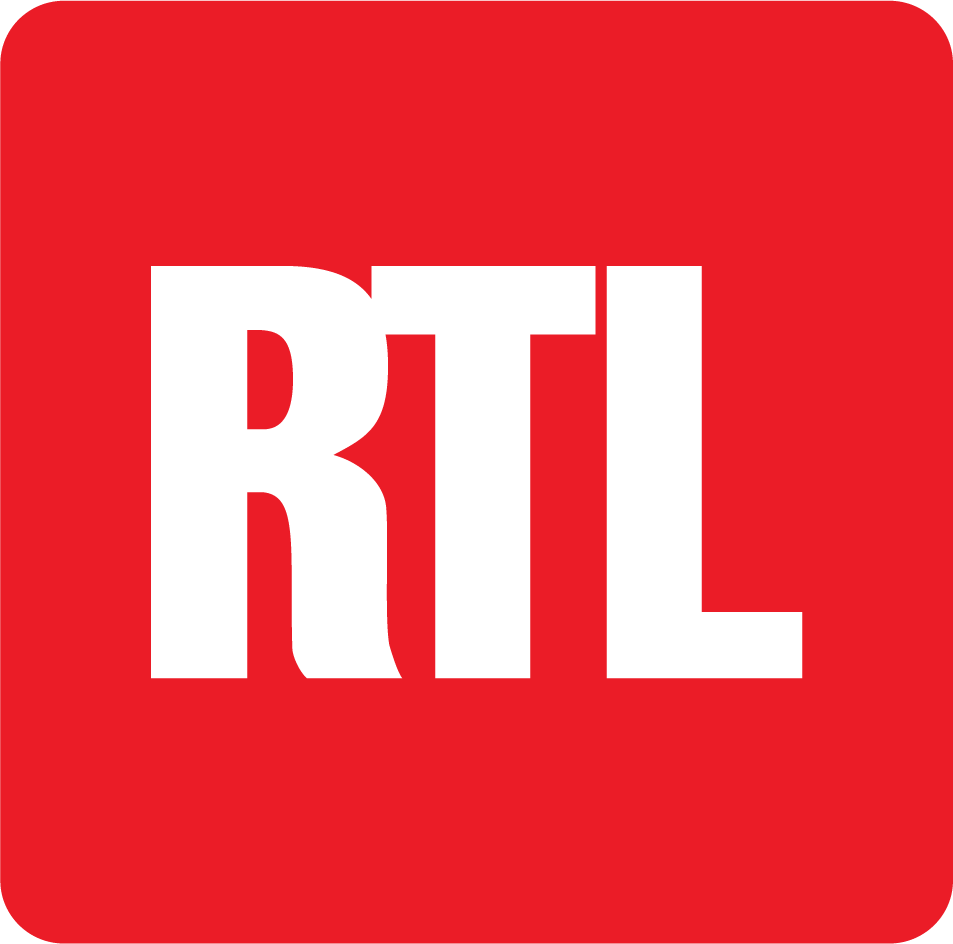
2011-2023
dal 2023